# The Sphinx
The Sphinx er en amerikansk stumfilm fra 1916 af John G. Adolfi.

## Medvirkende
- Herbert Kelcey som Arthur Macklin.
- Effie Shannon som Sfinxen.
- Beatrice Noyes som Betty Macklin.
- Charles Compton som Charles Macklin.
- Louise Huff som Frances Evans.